# Belgreen
Belgreen – jednostka osadnicza w Stanach Zjednoczonych, w stanie Alabama, w hrabstwie Franklin.